# 劉詩
劉詩（？—1763年），中國清朝官員，山東諸城人。

## 履歷
劉詩於乾隆四十三年（1778年）中式戊戌科三甲進士。乾隆五十年（1785年）三月任台灣府彰化縣知縣，次年卒於任內。